# 现任中国人民政治协商会议湖南省地级行政区委员会主席列表

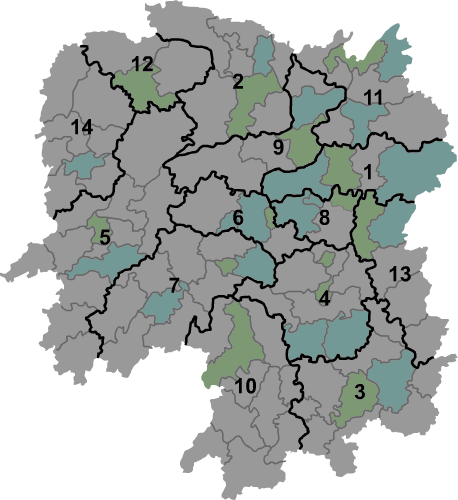
以湖南省地級行政區來劃分，
具體請見：「湖南省」條目，
「行政區劃」章節

本列表列出中华人民共和国湖南省14个地级行政区中国人民政治协商会议地方委员会的现任主席。根据2004年修订的《中国人民政治协商会议章程》规定，省、自治区、直辖市设中国人民政治协商会议的省、自治区、直辖市委员会；自治州、设区的市、县、自治县、不设区的市和市辖区，凡有条件的地方，均可设立中国人民政治协商会议各该地方的地方委员会。中国人民政治协商会议各级地方委员会设主席，副主席若干人和秘书长，中国人民政治协商会议各级地方委员会的主席主持常务委员会的工作。
现任地级行政区政协委员会主席中，1位是少数民族，即中国人民政治协商会议湘西州委员会主席李平，为土家族；任职时间最长的是中国人民政治协商会议湘潭市委员会主席杨真平，自2022年1月1日起任职，迄今3年2个月；任职时间最短的是中国人民政治协商会议怀化市委员会主席牛顺生，自2024年12月27日起任职，迄今2个月。

## 地级市政协委员会主席
| 地级市政协委员会                   | 政协委员会主席 | 上任日期 （任职时间）        | 出生年月            | 信息源 |
| ---------------------------------- | -------------- | ---------------------------- | ------------------- | ------ |
| 中国人民政治协商会议长沙市委员会   | 陈刚           | 2022年1月1日 （3年2个月）    | 1966年1月 （59歲）  | [ 2 ]  |
| 中国人民政治协商会议株洲市委员会   | 聂方红         | 2022年1月1日 （3年2个月）    | 1967年1月 （58歲）  | [ 3 ]  |
| 中国人民政治协商会议湘潭市委员会   | 杨真平         | 2022年1月1日 （3年2个月）    | 1965年10月 （59歲） | [ 4 ]  |
| 中国人民政治协商会议衡阳市委员会   | 吴曙光         | 2024年12月26日 （2个月）     | 1968年2月 （57歲）  | [ 5 ]  |
| 中国人民政治协商会议邵阳市委员会   | 周文           | 2022年1月1日 （3年2个月）    | 1968年9月 （56歲）  | [ 6 ]  |
| 中国人民政治协商会议岳阳市委员会   | 黎作凤         | 2022年1月1日 （3年2个月）    | 1965年11月 （59歲） | [ 7 ]  |
| 中国人民政治协商会议常德市委员会   | 黄清宇         | 2022年1月1日 （3年2个月）    | 1966年12月 （58歲） | [ 8 ]  |
| 中国人民政治协商会议张家界市委员会 | 杨广林         | 2023年12月26日 （1年2个月）  | 1968年9月 （56歲）  | [ 9 ]  |
| 中国人民政治协商会议益阳市委员会   | 胡立安         | 2022年1月1日 （3年2个月）    | 1966年4月 （58歲）  | [ 10 ] |
| 中国人民政治协商会议郴州市委员会   | 陈跃文         | 2022年1月1日 （3年2个月）    | 1968年7月 （56歲）  | [ 11 ] |
| 中国人民政治协商会议永州市委员会   | 谢景林         | 2022年1月1日 （2003年2个月） | 1966年4月 （58歲）  | [ 12 ] |
| 中国人民政治协商会议怀化市委员会   | 牛顺生         | 2024年12月27日 （2个月）     | 1966年11月 （58歲） | [ 13 ] |
| 中国人民政治协商会议娄底市委员会   | 梁立坚         | 2022年1月1日 （3年2个月）    | 1972年10月 （52歲） | [ 14 ] |

## 自治州政协委员会主席
| 自治州政协委员会                 | 政协委员会主席  | 上任日期 （任职时间）     | 出生年月            | 信息源 |
| -------------------------------- | --------------- | ------------------------- | ------------------- | ------ |
| 中国人民政治协商会议湘西州委员会 | 李平 （土家族） | 2022年1月1日 （3年2个月） | 1965年11月 （63歲） | [ 15 ] |